# Dzielnica V Krowodrza
Dzielnica V Krowodrza (do 24 maja 2006 Dzielnica V Łobzów) – dzielnica, jednostka pomocnicza gminy miejskiej Kraków. Nazwa pochodzi od wsi Krowodrzy, włączonej w 1910 roku do miasta. Część dawnej dzielnicy Kleparz (1954–1973), następnie wielkiej Krowodrzy (1973–1990). Przewodniczącym Rady i Zarządu Dzielnicy w IX kadencji 2023–2028 jest Maciej Żmuda.

## Rada i Zarząd Dzielnicy
Rada Dzielnicy V Krowodrza składa się z 21 członków, wybieranych w wyborach powszechnych.

### Członkowie Rady
Wybory do Rady Dzielnicy V Krowodrza z dnia 10 grudnia 2023 r. wyłoniły następujących członków Rady:
1. Mariusz Bembenek
2. Ewa Bigosz-Lassota
3. Tomasz Friediger
4. Paweł Gębala
5. Marcin Grega
6. Mateusz Jaśko
7. Jakub Karpiński
8. Piotr Klimowicz
9. Katarzyna Kwaśniak
10. Łukasz Mańczyk
11. Lech Mikulski
12. Alina Obrębska
13. Agnieszka Ochmańska
14. Anna Pojałowska
15. Piotr Polończyk
16. Mikołaj Prochownik
17. Magdalena Roszczynialska
18. Joanna Wendorff
19. Stanisław Wilk
20. Daniel Wiśniowski
21. Maciej Żmuda

### Zarząd
1. Maciej Żmuda – Przewodniczący Zarządu
2. Marcin Grega – Zastępca przewodniczącego
3. Mariusz Bembenek – Członek Zarządu
4. Anna Pojałowska – Członkini Zarządu
5. Daniel Wiśniowski – Członek Zarządu

### Siedziba zarządu
Od 10 października 2022 roku siedziba Rady i Zarządu Dzielnicy V Krowodrza mieści się przy placu Inwalidów 6 (wcześniej znajdowała się przy ul. Kazimierza Wielkiego 112/2).

## Demografia
| Rok  | Stan na koniec roku | Uwagi              |
| ---- | ------------------- | ------------------ |
| 2004 | 37.278              |                    |
| 2005 | 36.659              |                    |
| 2006 | 36.170              |                    |
| 2007 | 35.503              |                    |
| 2008 | b/d                 |                    |
| 2009 | 34.288              |                    |
| 2010 | b/d                 |                    |
| 2011 | 33.794              |                    |
| 2012 | 32.817              | stan na 21.02.2012 |
| 2013 | 32.504              | stan na 14.05.2013 |
| 2013 | 32.201              |                    |
| 2014 | 31.870              |                    |
| 2015 | 31.335              |                    |
| 2016 | 30.885              |                    |
| 2018 | 30.401              | stan na 06.01.2018 |
| 2018 | 30.223              |                    |
| 2019 | 30.184              |                    |
| 2020 | 30.196              |                    |
| 2021 | 29.940              |                    |
| 2022 | 29.215              |                    |
| 2023 | 29.038              |                    |

## Osiedla i zwyczajowe jednostki urbanistyczne
- Cichy Kącik
- Czarna Wieś
- Krowodrza
- Łobzów
- Miasteczko Studenckie AGH
- Nowa Wieś

## Granice dzielnicy
- z Dzielnicą VII graniczy na odcinku – od skrzyżowania Al. Zygmunta Krasińskiego z Al. Marszałka Ferdinanda Focha w kierunku zachodnim północną stroną Al. Marszałka Focha do skrzyżowania z północną stroną deptaku biegnącego wzdłuż Al. 3 Maja, jego północną stroną do skrzyżowania z ul. Piastowską, dalej na północ zachodnią stroną ul. Piastowskiej do skrzyżowania z ul. Mydlnicką, dalej na zachód północną stroną ul. Mydlnickiej do przecięcia rzeki Rudawy z przedłużeniem ul. Strzelnica,
- z Dzielnicą VI graniczy na odcinku – od skrzyżowania rzeki Rudawy z przedłużeniem ul. Strzelnica, ul. Hamernia do ul. Odlewniczej, dalej w kierunku północnym wschodnią stroną ul. Odlewniczej do przecięcia z kolektorem kanalizacyjnym, dalej na północ osią kolektora do ul. Armii Krajowej, dalej na wschód północną stroną ulicy Armii Krajowej do skrzyżowania z ul. Piastowską, dalej na północ zachodnią stroną ul. Piastowskiej i zachodnią stroną ul. Bartosza Głowackiego do skrzyżowania z linią kolejową Kraków – Katowice,
- z Dzielnicą IV graniczy na odcinku – od skrzyżowania ul. Bartosza Głowackiego z linią kolejową Kraków – Katowice w kierunku wschodnim północną stroną kolejowej obwodnicy towarowej do skrzyżowania z linią kolejową Kraków – Warszawa w rejonie ul. Mariana Langiewicza,
- z Dzielnicą I graniczy na odcinku – od skrzyżowania kolejowej obwodnicy towarowej z linią kolejową Kraków – Warszawa w kierunku południowym wschodnią stroną linii kolejowej Kraków – Warszawa do skrzyżowania z ul. Kamienną, dalej wschodnią stroną ulic: Kamiennej, Al. Juliusza Słowackiego, Al. Adama Mickiewicza do skrzyżowania z Al. 3 Maja i Marszałka Józefa Piłsudskiego.

## Ogólna charakterystyka dzielnicy

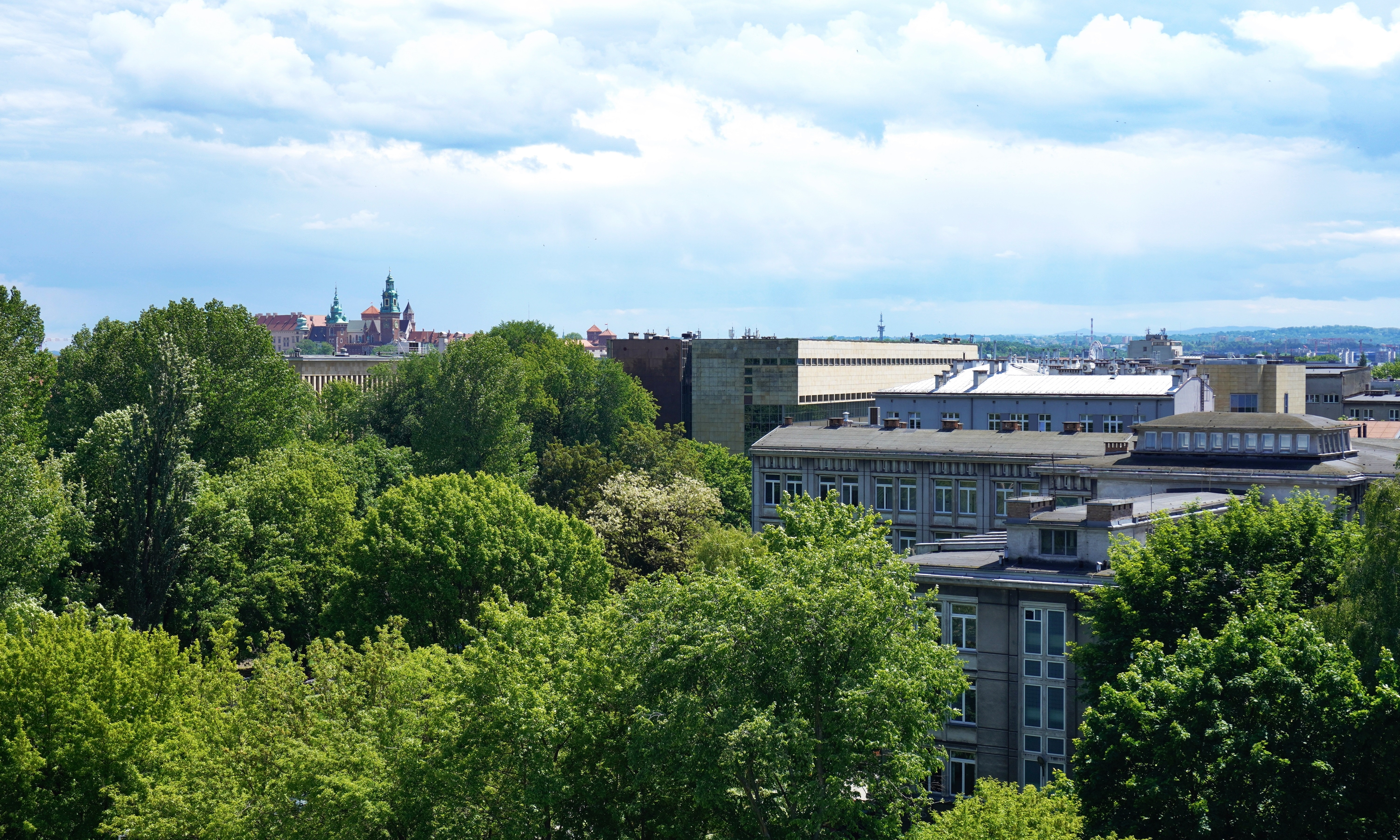
Zabudowa południowej części dzielnicy, widok na południowy wschód. Na pierwszym planie dawny gmach Wydziału Chemii UJ, dalej zespół obiektów Biblioteki Jagiellońskiej, na ostatnim planie – Wawel.

### Edukacja
- Akademia Górniczo-Hutnicza
- Akademia Sztuk Pięknych (Wydział Konserwacji i Restauracji Dzieł Sztuki)
- Centrum Języka i Kultury Chińskiej Uniwersytetu Jagiellońskiego – Instytut Konfucjusza
- IX Liceum Ogólnokształcące
- Politechnika Krakowska (Wydział Architektury, Wydział Fizyki, Matematyki i Informatyki)
- Uniwersytet Ekonomiczny (część Wydziału Towaroznawstwa)
- Uniwersytet Jagielloński (Instytut Bliskiego i Dalekiego Wschodu, Instytut Europeistyki, Instytut Filologii Słowiańskiej, Instytut Psychologii, Wydział Studiów Międzynarodowych i Politycznych)
- Uniwersytet Pedagogiczny
- Uniwersytet Rolniczy (Wydział Hodowli i Biologii Zwierząt, Uniwersyteckie Centrum Medycyny Weterynaryjnej UJ-UR, Wydział Inżynierii Środowiska i Geodezji)
- VII Liceum Ogólnokształcące
- Wyższa Szkoła Zarządzania i Bankowości

### Kultura
- Biblioteka Jagiellońska
- Kino Mikro
- Klub Kultury Paleta
- Krowoderska Biblioteka Publiczna
- Młodzieżowy Dom Kultury – Dom Harcerza
- Muzeum Historii Fotografii
- Muzeum Historyczne Miasta Krakowa – Pomorska
- Muzeum Narodowe
- Radio Kraków
- Teatr KTO

### Parki
- Młynówka Królewska
- Park im. Wincentego á Paulo
- Park Jordana
- Park Kleparski
- Park Krakowski

### Sport
- Stadion Miejski im. Henryka Reymana
- Wisła Kraków
- WKS Wawel Kraków

### Zabytki
- Dom mieszkalny profesorów Uniwersytetu Jagiellońskiego przy placu Inwalidów
- Fort kleparski
- Kościół Najświętszej Maryi Panny z Lourdes
- Kościół św. Szczepana
- Oleandry
- Pałac Królewski w Łobzowie
- Pomnik Martyrologii Rozstrzelanych 20 października 1943 roku
- Willa Modrzejówka
- Willa przy ulicy Wrocławskiej 20
- Willa przy ulicy Wrocławskiej 22

### Zdrowie
- Centrum Medyczne Falck
- Szpital MSWiA
- 5. Wojskowy Szpital Kliniczny z Polikliniką

### Inne obiekty
- Biprostal
- Miasteczko Studenckie AGH